# Kuala Belait
Kuala Belait (Jawi: کوالا بلايت) of kortweg Belait is een stad in Brunei. Met 32000 inwoners is het de tweede stad van het land na de hoofdstad Bandar Seri Begawan, of de derde als Kampong Ayer wordt meegeteld. Het is het bestuurlijk centrum van de mukim Belait en de daerah Belait. De stad vormt het centrum van de olie- en gasindustrie van het land.
De naam "Kuala Belait" betekent letterlijk "de monding van de Belaitrivier" en de naam is afkomstig van de rivier de Belait. Om de stad, die vaak kortweg als 'Belait' of ´KB´ wordt aangeduid, te onderscheiden van de daerah en mukim, wordt vaak het toevoegsel 'Pekan' (stad) gebruikt, waardoor de naam dan "Pekan Belait" wordt.

## Geografie
Kuala Belait ligt bij de westelijke grens van Brunei met de Maleisische deelstaat Sarawak. Het stadscentrum grenst aan de Zuid-Chinese Zee in het noorden, de Belaitrivier in het westen en zuiden en de buitenwijken van Kampong Sungai Pandan en Kampong Mumong in het oosten en zuidoosten.
Ten zuiden van Kuala Belait ligt het historische centrum van de daerah Belait, Kuala Balai, waarmee het is verbonden door een weg en via de rivier. Ongeveer 16 kilometer ten oosten van de stad ligt het oliestadje Seria, ongeveer 120 kilometer ten noordoosten van Kuala Belait ligt de hoofdstad Bandar Seri Begawan en ongeveer 40 kilometer ten zuidwesten de Maleisische stad Miri.

### Klimaat
Kuala Belait ligt in een gebied met een tropisch klimaat en het is er zodoende het hele jaar warm, vochtig en regenachtig. De gemiddelde maximumtemparatuur is ca. 32 graden en ´s nachts koelt het af tot 24 graden.
Per jaar valt gemiddeld ca 3000 mm neerslag.

## Geschiedenis
Kuala Belait was begin 20e eeuw een klein vissersdorpje, waar vooral Maleisische vissers woonden. Volgens lokale verhalen ontstond er eens een ruzie, waarop enkele vissers naar de westelijke oever van de monding van de Belait verhuisde, waar ze de huidige Kampong Sungai Teraban stichtten.
Toen er olie werd gevonden bij Padang Berawa (het huidige Seria) verhuisde de bestuurszetel van het stroomopwaarts gelegen oude, maar afgelegen Kuala Balai naar Kuala Belait, omdat de monding van de rivier beter bereikbaar was.
Begin jaren 30 werd het Kuala Belait Sanitary Board gesticht, een raad voor gezondheid volgens Brits model, waardoor het dorp een stad werd. De Sanitary Board was de voorloper van de gemeenteraad van Kuala Belait en Seria (Maleisisch: Lembaga Bandaran Kuala Belait dan Seria). Tijdens de Tweede Wereldoorlog was de stad gedurende een aantal jaar bezet door de Japanners.
Onder sultan Omar Ali Saifuddin werd een aantal handelsgebouwen neergezet, zoals de huidige gebouwen aan de Jalan Pretty en de lokale afdeling van de HSBC.
Nadat Brunei haar onafhankelijkheid verwierf van het Verenigd Koninkrijk in 1984, werd een aantal nieuwe overheidsgebouwen geplaatst om de lokale diensten van de Bruneise overheid te huisvesten. Tegen 2000 werd er een aantal hotels gebouwd, waardoor de skyline van de stad behoorlijk veranderde.

## Bestuurlijke indeling
Kuala Belait is bestuurlijk onderverdeeld in een aantal kampongs (vaak afgekort tot Kg.). Voorbeelden hiervan zijn:
- Pekan Belait
- Melayu Asli - de moskee van de stad staat in deze kampong
- Melayu Baru
- Cina - waar de Chinese school is
- Temenggong
- Lubok Palam

Buiten de jurisdictie van de stadsgemeente ligt nog een aantal buitenwijken van de stad, waaronder:
- Kampong Sungai Teraban aan de andere zijde van de Belaitrivier
- Kampong Pandan - grootste kampong, direct ten oosten van de gemeente Kuala Belait
- Mumong - het sportcomplex van de stad ligt ten oosten van deze kampong
- Kampong Sungai Duhon - met de handelshaven van Kuala Belait
- Kampong Rasau - een kleine kampong ten westen van de stad, zuidelijk van Kampong Sungai Teraban

## Economie
Kuala Belait ligt niet ver ten noordoosten van het gasveld Rasau, maar op het grondgebied van de stadsgemeente zelf zijn geen olie- of gasbronnen. Shell heeft verschillende ondersteunende installaties in de stad voor de nabijgelegen olie- en gasproductie.
Het Kuala Belait Bunkering Station (KBBS) ligt nabij de monding van de Belait en levert gas en andere bulkchemicaliën. De stad heeft ook een scheepswerf, vanwaaruit personeel wordt vervoerd tussen het vasteland en de productieplatforms. Ten zuiden van deze werf ligt het voorraad- en logistiek centrum van Shell. Op de Marine Construction Yard, de bouwwerf voor constructies op zee (meestal afgekort tot SCO), worden constructies gebouwd die op de productieplatforms worden geïnstalleerd.